# SC 1910 Käfertal
Der SC 1910 Mannheim Käfertal e. V. ist ein deutscher Sportverein mit Sitz in der baden-württembergischen Stadt Mannheim.

## Geschichte
Der 1910 gegründete SC 1910 Mannheim Käfertal ist ein Mehrspartensportvereine, der die Sportarten Fußball, Skisport, Boule, Tennis und Handball anbietet.

## Fußball
Der Verein wurde im Jahr 1910 gegründet. In der Saison 1919/20 nahm die Mannschaft innerhalb der Kreisliga Odenwald an der Süddeutschen Meisterschaft teil und belegte dort am Ende der Saison mit 14:22 Punkten den siebten Platz. Mit 12:24 Punkten konnte diese Platzierung auch in der Saison 1920/21 erneut erreicht werden. Erneut konnte dann in der Saison 1921/22 mit 6:22 Punkten der siebte Platz eingefahren werden. Durch diesen Platz bedingt, stieg die Mannschaft nach dieser Saison aber auch ab.
Als Sieger der 1. Klasse Nordbaden Staffel I 1941/42 durfte der Verein das erste Mal an der Aufstiegsrunde zur Gauliga Baden 1942/43 teilnehmen. Dort landete die Mannschaft jedoch mit 6:14 Punkten nach zehn Spielen nur auf dem vorletzten Platz. In der nächsten Saison gelang dann als Staffelsieger schlussendlich über den zweiten Platz der Tabelle auch der Aufstieg in die Gauliga. In der Saison 1943/44 spielte der Verein dann in einer Kriegsspielgemeinschaft zusammen mit Phönix Mannheim in der Gruppe Nordbaden. Mit 11:9 Punkten landete die Gemeinschaft am Ende der Saison auf dem dritten Platz. In der letzten Saison der Gauliga nahm der Verein zusammen mit Phönix zwar noch teil, jedoch wurde der Spielbetrieb bereits im Oktober 1944 eingestellt und alle bislang ausgetragenen Spiele als nicht gewertet deklariert. Zu dieser Zeit hatte der Verein zwei Niederlagen mit 1:7 Toren auf dem Konto.
Zur Saison 1952/53 stieg der Verein in die 1. Amateurliga Nordbaden auf. Bedingt durch 10:46 Punkten und dem 15. und damit letzten Platz, stieg die Mannschaft nach dieser Saison aber auch sofort wieder ab. Seit den 2000er Jahren ist der Verein ausschließlich in lokalen Ligen aktiv.

## Handball

### Erfolge
| Frauen - Aufstieg in die Regionalliga (3. Liga) 1987, 1989 - Badischer Meister (4. Liga) 1987, 1989 - DHB-Pokal 2. Hauptrunde 1988 | Männer - Aufstieg in die Regionalliga Süd (3. Liga) 1987 - Badischer Meister (4. Liga) 1987 - DHB-Pokal 2. Hauptrunde 1988 |

### Spielerpersönlichkeit
- Steffen Bühler